# Ariamnes colubrinus
Ariamnes colubrinus là một loài nhện trong họ Theridiidae.
Loài này thuộc chi Ariamnes. Ariamnes colubrinus được Eugen von Keyserling miêu tả năm 1890.